# St. Emmeram (Wittesheim)

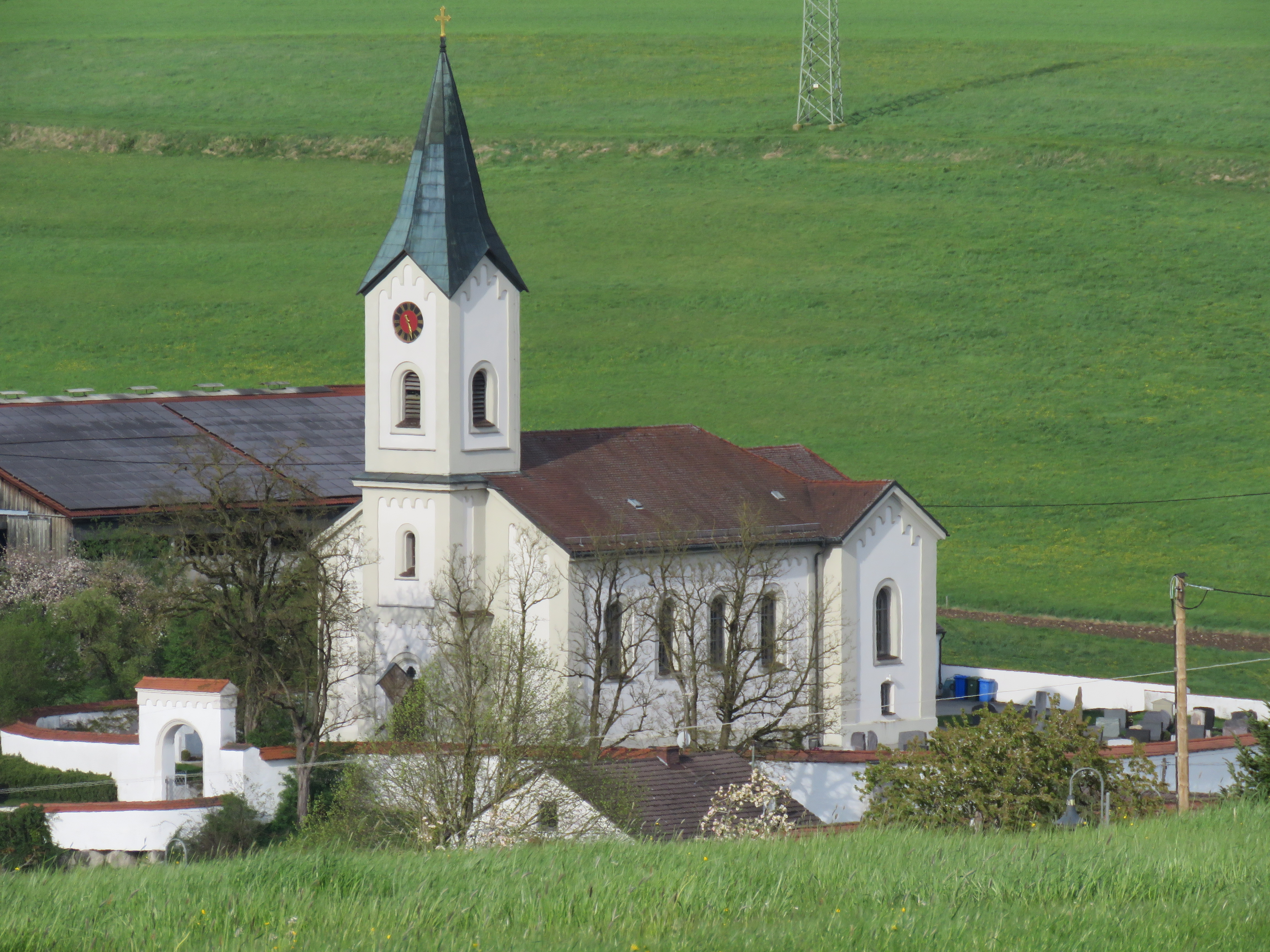
St. Emmeram (Wittesheim)

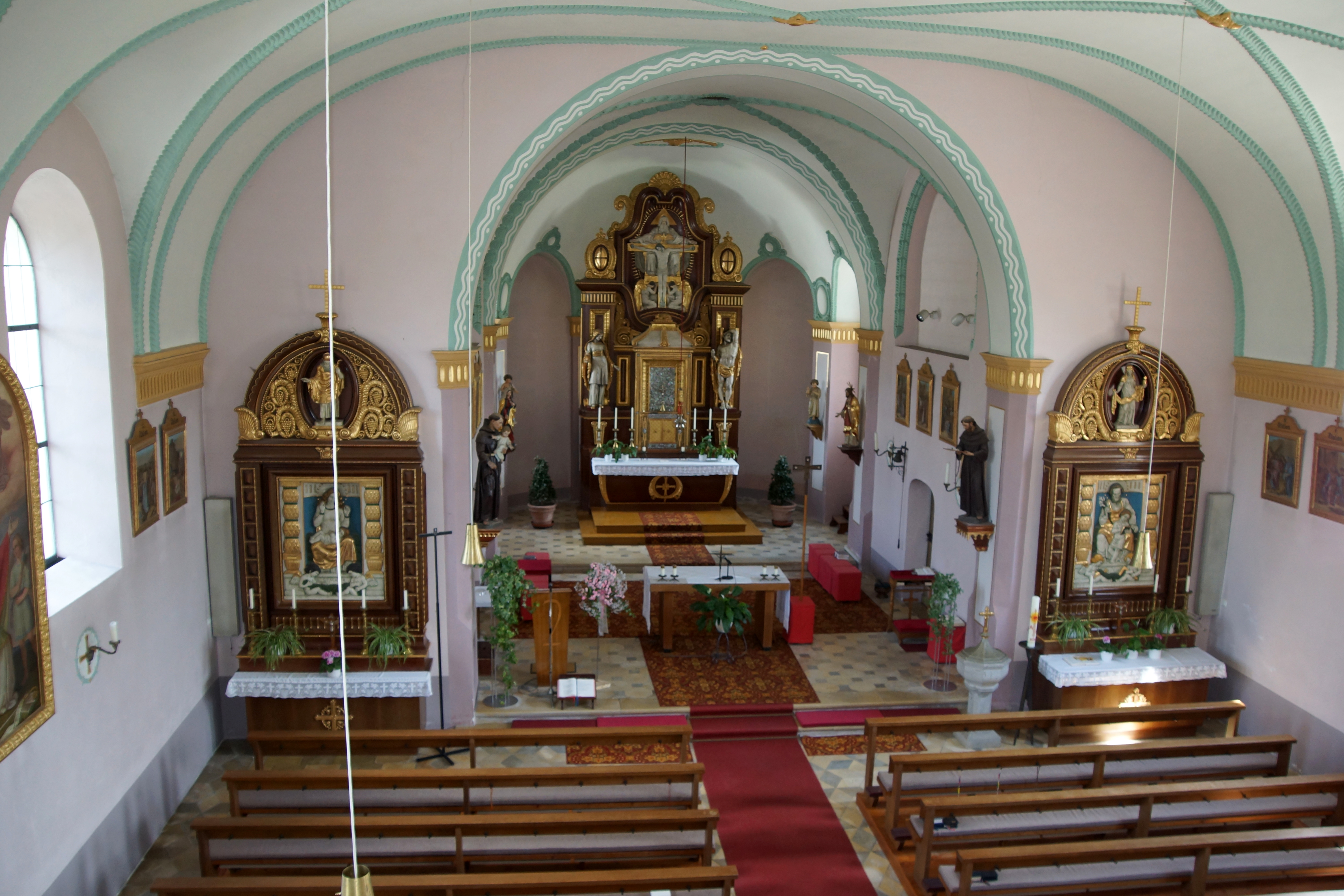
Innenraum

Die römisch-katholische Pfarrkirche St. Emmeram steht in Wittesheim, einem Gemeindeteil der Stadt Monheim im schwäbischen Landkreis Donau-Ries von Bayern. Das Bauwerk ist in der Liste der Baudenkmäler in Monheim (Schwaben) als Baudenkmal unter der Nr. D-7-79-186-68 eingetragen. Die Pfarrei gehört zum Dekanat Weißenburg-Wemding des Bistums Eichstätt.

## Beschreibung
Die neuromanische Saalkirche wurde 1842 nach dem Einsturz des Vorgängerbaus errichtet. Sie besteht aus einem Langhaus, kreuzförmigen Anbauten vor dem eingezogenen, halbrund geschlossenen Chor im Osten und einem Kirchturm im Westen, der halb in das Langhaus eingestellt ist, in dessen Erdgeschoss der Windfang hinter dem Portal untergebracht ist. Sein oberstes Geschoss beherbergt die Turmuhr und den Glockenstuhl. Darauf sitzt ein spitzer Helm. Die Entwürfe der Kirchenausstattung im Jugendstil stammen von Michael Kurz. Die Bildhauerarbeiten führte Karl Baur aus. Die Orgel mit 12 Registern, verteilt auf 2 Manuale und ein Pedal wurde 1972 gebaut.